# Un heroi de 25 cm
Un heroi de 25 cm (títol original en anglès, Ten Inch Hero) és una pel·lícula independent, rodada l'any 2007 pel director David Mackay i escrita per Betsy Morris. El repartiment inclou Elisabeth Harnois, Clea DuVall, Sean Patrick Flanery, Jensen Ackles, Danneel Harris, Alice Krige i John Doe. S'ha doblat al català.
La pel·lícula mai es va estrenar als cinemes, però es va exhibir en diversos festivals.